# Русин, Николай Николаевич
Николай Николаевич Русин (17 сентября 1970, Ужгород, Украинская ССР, СССР) — советский и украинский футболист, нападающий. В 1987 году с юношеской сборной СССР выиграл чемпионат мира.

## Карьера
Воспитанник СДЮШОР Ужгорода (первый тренер — С. М. Асталош) и республиканского спортинтерната (Ф. И. Медвидь).
В 1987 году был вызван в юношескую сборную СССР на чемпионат мира в Канаде. Русин забил первый гол СССР на турнире, на 61-й минуте открыв счёт в матче с Нигерией (1:1). В полуфинале на 77-й минуте установил окончательный счёт матча с Кот-Д’Ивуаром — 5:1.
Клубную карьеру начинал в киевском ЦСКА, затем попал в систему «Динамо» Киев, но за первую команду так и не сыграл. Позже играл в белоцерковской «Роси», ужгородской «Говерле» и любительских командах Мукачева, в сезоне 1995/96 играл в любительском клубе из Венгрии, «Тисасалка». Завершил карьеру в сезоне 2001/02, играя за «Мукачево».